# Stanley (film, 1972)
Pour les articles homonymes, voir Stanley.
Pour plus de détails, voir Fiche technique et Distribution.
Stanley un film d'horreur américain de 1972 réalisé et produit par William Grefé, qui parle d'un Indien Séminole et d'un vétéran du Vietnam qui utilise sa collection de serpents de compagnie pour se venger de ses ennemis.

## Fiche technique
- Titre : Stanley
- Réalisation : William Grefé
- Scénario : Gary Crutcher
- Photographie : Cliff Poland
- Musique : Post Production Associates
- Pays :  États-Unis
- Langue : Anglais
- Genre : Horreur
- Durée : 100 minutes
- Date de sortie : 
  - États-Unis -  24 mai 1972

## Production
Le réalisateur William Grefé a présenté le film au chef de Crown International, Red Jacobs, après le succès du film Willard (sorti en 1971). Grefé a déclaré en mars 1972 qu'il avait eu l'idée du film après avoir fait un cauchemar sur les serpents. Le film a été entièrement tourné dans les studios Evergaldes et Ivan Tors à Miami, en Floride. Le casting comprend Chris Robinson, qui est apparu dans d'autres films réalisés en Floride, tels que Charcoal Black (sorti en 1972) et Thunder County (sorti en 1974).
Un rapport du Daily Variety a déclaré que William Loose marquerait le film, mais seuls Post Production Associates sont crédités à l'écran pour la musique du film.

## Sortie
Stanley a été montré à Los Angeles le 24 mai 1972. À sa sortie, Stanley a été décrit par Brian Albright comme « l'un des projets d'horreur les plus réussis de Grefé ».